# یواس‌اس ال‌اس‌تی-۱۶۷
یواس‌اس ال‌اس‌تی-۱۶۷ (به انگلیسی: USS LST-167) یک کشتی بود که طول آن ۳۲۷ فوت ۹ اینچ (۹۹٫۹۰ متر) بود. این کشتی در سال ۱۹۴۳ ساخته شد.